# Якоб Шопф
Якоб Шопф (нім. Jacob Schopf, нар. 8 червня 1999) — німецький веслувальник на каное, дворазовий олімпійський чемпіон 2024 року, срібний призер Олімпійських ігор 2020 року, чемпіон світу та Європи.

## Виступи на Олімпіадах
| Олімпіада  | Дисципліна                     | Місце |
| ---------- | ------------------------------ | ----- |
| Токіо 2020 | байдарки-одиночки, 1000 метрів | 4     |
| Токіо 2020 | байдарки-двійки, 1000 метрів   | 2     |
| Париж 2024 | байдарки-двійки, 500 метрів    | 1     |
| Париж 2024 | байдарки-четвірки, 500 метрів  | 1     |

## Зовнішні посилання
- Якоб Шопф на сайті International Canoe Federation (англійська)
- Якоб Шопф на сайті Olympedia (англійська)
- Якоб Шопф на сайті German Olympic Committee (німецька)